# PTRS
PTRS-41 (rusko: Противотанковое ружьё Симонова (ПТРС) - protitankovska puška Simonova) je sovjetska protitankovska puška, ki je bila razvita med 2. svetovno vojno. Za razliko od PTRD-41 je PTRS delovala polavtomatsko. 
Sovjeti so razvili protitankovske puške, ker so na začetku vojne izgubili veliko protitankovskih topov. 
14,5 mm protioklepni naboj je imel izhodno hitrost 1013 m/s in je z razdalje 100 metrov lahko prebil 40 mm oklepa. 
Mehanizem je zelo povečanemu podoben SKSu oziroma papovki.
Kljub temu, da je preteklo več kot 70 let od vstopa v uporabo, je puška še vedno v uporabi. Uporabljala se je v nemirih v Ukrajini leta 2014.